# Galeocerdo clarkensis
Galeocerdo clarkensis es un pariente extinto del tiburón tigre moderno que vivió en el Eoceno de Alabama, Georgia y Luisiana. También se han encontrado fósiles en Misisipi. Se conocen seis colecciones de fósiles.